# 풀코보 항공
풀코보 항공은 러시아의 항공 회사로 상트페테르부르크의 풀코보 국제공항이 허브 공항으로 사용했으며 1932년부터 2006년까지 존재했던 러시아의 항공사로 알려져 있다.

## 역사
1932년 설립해 러시아에서 가장 오래된 민영 항공사로 이후 성장을 거듭해 1990년대까지 러시아 서부의 최대 항공사로 떠올랐다. 2000년 국제항공운송협회(IATA)에 가입했다. 2003년 상반기 기준으로 약 91만 명(국내선 52만 명, 국제선 39만 명)의 승객이 풀코보 항공을 이용했다. 또 풀코보 항공은 같은 기간 동안 3753톤의 화물을 운송했다. 2006년 러시아 국영 항공사인 로시야 항공에 합병되었다.

## 보유 기종

### 보잉
- 보잉 737-500 5대

### 일류신
- 일류신 Il-86 4대

### 투폴레프
- 투폴레프 Tu-134 11대
- 투폴레프 Тu-154B-2 5대
- 투폴레프 Тu-154М 20대

## 사건 및 사고
- 2006년 8월 22일 러시아 남부 크라스노다르 주의 아나파를 출발해 상트페테르부르크로 가던 풀코보 항공 612편 소속 여행기가 우크라이나 영공에서 추락하면서 탑승객 170명이 전원 사망했다.